# Namation
Namation es un género con una especie, Namation glandulosum, de plantas de flores perteneciente a la familia Scrophulariaceae. 
- Datos: Q5550032
- Especies: Namation